# ФК «Пищевики» в сезоне 1926
Сезон 1926 года стал для ФК «Пищевики» Москва пятым в своей истории. В нем команда приняла участие первенстве МГСПС, а также провела ряд товарищеских матчей.

## Команда

### Первый состав
| № | Игрок               | Гражданство | Дата рождения    | Бывший клуб          |
| - | ------------------- | ----------- | ---------------- | -------------------- |
| ? | Сергей Артемьев     | Флаг СССР   | 25 сентября 1909 | Динамо (Москва)      |
| ? | Станислав Леута     | Флаг СССР   | 20 января 1903   | РГО (Москва)         |
| ? | Пётр Артемьев       | Флаг СССР   | 30 июня 1901     | Новогиреево (Москва) |
| ? | Сергей Бухтеев      | Флаг СССР   | 1897             | ПКМСФК (Москва)      |
| ? | Пётр Исаков         | Флаг СССР   | июль 1900        | ЗКС (Москва)         |
| ? | Павел Канунников    | Флаг СССР   | 21 мая 1898      | Сейм (Курск)         |
| ? | Константин Квашнин  | Флаг СССР   | 27 декабря 1898  | РГО (Москва)         |
| ? | Лебедев             | Флаг СССР   | неизвестно       | неизвестно           |
| ? | Пётр Попов          | Флаг СССР   | 16 января 1898   | ПКМСФК (Москва)      |
| ? | Валентин Прокофьев  | Флаг СССР   | 7 мая 1905       | команда г. Николаева |
| ? | Василий Рудь        | Флаг СССР   | неизвестно       | неизвестно           |
| ? | Александр Старостин | Флаг СССР   | 9 августа 1903   | РГО (Москва)         |
| ? | Николай Старостин   | Флаг СССР   | 13 февраля 1902  | РГО (Москва)         |
| ? | Татарников П. М.    | Флаг СССР   | неизвестно       | СКЗ (Москва)         |
| ? | Иван Филиппов       | Флаг СССР   | неизвестно       | неизвестно           |

### Другие игроки
Достоверно известно, что в состав второй команды входили: Сергей Егоров и Панин И.
Из-за отсутствия достоверных источников информации, выступление в данном сезоне, некоторых игроков не подтверждено или неизвестно за какую команд клуба выступал данный игрок. К таким игрокам можно отнести:  Владимира Горохова ,  Сергея Руднева ,  Алексея Соколова .
Из воспоминаний, одного из основателей клуба, Николая Старостина известно, что в 1920-х и 1930-х годах за клуб выступали братья: Мошаровы (Иван, Павел, Фёдор и Александр), Козловы (Борис, Александр, Виктор и Григорий Ивановичи), Козловы (Александр и Алексей Васильевичи), Козловы (Алексей и Василий Ивановичи), Виноградовы (Виктор, Александр и Андрей), Гудовы (Филипп, Николай и Сергей) и Степановы (Николай, Сергей, Борис и Владимир).

## Первенство МГСПС 1926

### Результаты
| 23 мая 1926 1 тур                                                                  | КОР (Москва) | 4:2 | Пищевики (Москва) | Москва |
| Пищевики (Москва): Младшие команды: II - 3:3, III - 3:0 (почти всю игру 9 человек) |              |     |                   |        |

| 30 мая 1926 2 тур                                       | Пищевики (Москва) | 2:1 | Дворец им. Ленина (Москва) | Москва |
| Пищевики (Москва): Младшие команды: II - 7:2, III - 4:1 |                   |     |                            |        |

| 6 июня 1926 3 тур                                                                  | Пищевики (Москва) | 3:2 | Русскабель (Москва) | Москва |
| Пищевики (Москва): Младшие команды: II - 6:2 (оба пропущены с пенальти), III - 3:1 |                   |     |                     |        |

| 10 июня 1926 4 тур                                                | Совторгслужащие (Москва) | 2:9 | Пищевики (Москва) | Москва |
| Пищевики (Москва): Младшие команды: II - 5:6, III - 1:4 (или 1:2) |                          |     |                   |        |

| 13 июня 1926 5 тур | Пищевики (Москва) | 4:0 | Красное Орехово (Москва) | Москва |

| 20 июня 1926 6 тур                                      | РКимА (Москва) | 2:1 | Пищевики (Москва) | Москва |
| Пищевики (Москва): Младшие команды: II - 2:6, III - 1:8 |                |     |                   |        |

| 8 августа 1926 7 тур                                    | Пищевики (Москва) | –:– | Перово (Москва) | Москва |
| Пищевики (Москва): Младшие команды: II - 3:2, III - 5:3 |                   |     |                 |        |

| 15 августа 1926 8 тур                                   | Пищевики (Москва) | 5:0 | РДПК (Москва) | Москва |
| Пищевики (Москва): Младшие команды: II - 5:1, III - 6:1 |                   |     |               |        |

| до 24 августа 1926 9 тур                                | Пищевики (Москва) | 7:2 | Красный Луч (Москва) | Москва |
| Пищевики (Москва): Младшие команды: II - 2:0, III - 2:0 |                   |     |                      |        |

| 28 августа 1926 10 тур                                  | Трехгорка (Москва) | 4:2 | Пищевики (Москва) | Москва |
| Пищевики (Москва): Младшие команды: II - 2:1, III - 7:1 |                    |     |                   |        |

| 19 сентября 1926 11 тур | Пищевики (Москва) | –:– | Сахарники (Москва) | Москва |

| 26 сентября 1926 12 тур                                 | Динамо (Москва) | 2:6 (анн.) | Пищевики (Москва) | Москва |
| Пищевики (Москва): Младшие команды: II - 2:5, III - 3:4 |                 |            |                   |        |

* Нумерация туров, из-за переносов матчей, может отличаться от действительной.

### Доигровки
| 24 октября 1926 | Сахарники (Москва) | 1:8 | Пищевики (Москва) | Москва |

| 14 ноября 1926 | ОППВ (Москва) | 2:2 | Пищевики (Москва) | Москва |

### Итоговая таблица (команды-I)
| М | Клуб                       | И  | В  | Н | П | М     | О  |
| - | -------------------------- | -- | -- | - | - | ----- | -- |
| 1 | ОППВ (Москва)              | 13 | 10 | 1 | 2 | ?-?   | 34 |
| 2 | Динамо (Москва)            | 13 | 9  | 2 | 2 | 51-28 | 33 |
| 3 | Пищевики (Москва)          | 13 | 8  | 2 | 3 | ?-?   | 31 |
| ? | Красное Орехово (Москва)   | ?  | ?  | ? | ? | ?-?   | ?  |
| ? | Трехгорка (Москва)         | 13 | 10 | 0 | 3 | 59-30 | 33 |
| ? | Дворец им. Ленина (Москва) | ?  | ?  | ? | ? | ?-?   | ?  |
| ? | КОР (Москва)               | 13 | 6  | 1 | 6 | ?-?   | 26 |
| ? | РКимА (Москва)             | ?  | ?  | ? | ? | ?-?   | ?  |
| ? | Совторгслужащие (Москва)   | ?  | ?  | ? | ? | ?-?   | ?  |
| ? | Русскабель (Москва)        | ?  | ?  | ? | ? | ?-?   | ?  |
| ? | РДПК (Москва)              | ?  | ?  | ? | ? | ?-?   | ?  |
| ? | Красный Луч (Москва)       | ?  | ?  | ? | ? | ?-?   | ?  |
| ? | Сахарники (Москва)         | ?  | ?  | ? | ? | ?-?   | ?  |
| ? | Перово (Москва)            | ?  | ?  | ? | ? | ?-?   | ?  |

- Из-за отсутствия данный о ряде матчей турнира, таблица носит незавершенный вид.
- Команда "Трёхгорка" была лишена ряда очков из-за штрафов, поэтому не вошла в тройку призёров.

### Итоговая таблица (команды-II)
| М | Клуб                       | И  | В  | Н | П | М     | О  |
| - | -------------------------- | -- | -- | - | - | ----- | -- |
| 1 | Трехгорка (Москва)         | 12 | 10 | 1 | 1 | 40-15 | 33 |
| 2 | Пищевики (Москва)          | ?  | ?  | ? | ? | ?-?   | ?  |
| 3 | КОР (Москва)               | 12 | 5  | 4 | 5 | 30-18 | 26 |
| ? | Динамо (Москва)            | ?  | ?  | ? | ? | ?-?   | ?  |
| ? | ОППВ (Москва)              | 13 | 10 | 1 | 1 | 65-18 | 33 |
| ? | Дворец им. Ленина (Москва) | ?  | ?  | ? | ? | ?-?   | ?  |
| ? | Сахарники (Москва)         | ?  | ?  | ? | ? | ?-?   | ?  |
| ? | РКимА (Москва)             | ?  | ?  | ? | ? | ?-?   | ?  |
| ? | Совторгслужащие (Москва)   | ?  | ?  | ? | ? | ?-?   | ?  |
| ? | Русскабель (Москва)        | ?  | ?  | ? | ? | ?-?   | ?  |
| ? | РДПК (Москва)              | ?  | ?  | ? | ? | ?-?   | ?  |
| ? | Красный Луч (Москва)       | ?  | ?  | ? | ? | ?-?   | ?  |
| ? | Перово (Москва)            | ?  | ?  | ? | ? | ?-?   | ?  |

- Из-за отсутствия данный о ряде матчей турнира, таблица носит незавершенный вид.
- Команда ОППВ была лишена ряда очков из-за штрафов, поэтому не вошла в тройку призёров.

### Итоговая таблица (команды-III)
| М | Клуб                       | И  | В | Н | П | М   | О  |
| - | -------------------------- | -- | - | - | - | --- | -- |
| 1 | Сахарники (Москва)         | ?  | ? | ? | ? | ?-? | ?  |
| 2 | Пищевики (Москва)          | ?  | ? | ? | ? | ?-? | ?  |
| 3 | КОР (Москва)               | 12 | 8 | 1 | 3 | ?-? | 29 |
| ? | Динамо (Москва)            | ?  | ? | ? | ? | ?-? | ?  |
| ? | ОППВ (Москва)              | ?  | ? | ? | ? | ?-? | ?  |
| ? | Дворец им. Ленина (Москва) | ?  | ? | ? | ? | ?-? | ?  |
| ? | Трехгорка (Москва)         | ?  | ? | ? | ? | ?-? | ?  |
| ? | РКимА (Москва)             | ?  | ? | ? | ? | ?-? | ?  |
| ? | Совторгслужащие (Москва)   | ?  | ? | ? | ? | ?-? | ?  |
| ? | Русскабель (Москва)        | ?  | ? | ? | ? | ?-? | ?  |
| ? | РДПК (Москва)              | ?  | ? | ? | ? | ?-? | ?  |
| ? | Красный Луч (Москва)       | ?  | ? | ? | ? | ?-? | ?  |
| ? | Перово (Москва)            | ?  | ? | ? | ? | ?-? | ?  |

* Из-за отсутствия данный о ряде матчей турнира, таблица носит незавершенный вид.

### Итоговая таблица (клубный зачет)
| М   | Клуб               | О   |
| --- | ------------------ | --- |
| 1   | Трехгорка (Москва) | ?   |
| 2   | Пищевики (Москва)  | ?   |
| 3-4 | КОР (Москва)       | ?   |
| 3-4 | ОППВ (Москва)      | ?   |
| ... | ...                | ... |

* Таблица носит незавершенный вид. Известно только расположение первых 4 команд.

## Первенство профсоюза пищевиков
| 31 августа 1926 | Пищевики (Москва) | 2:0 | Пищевкус (Ленинград) | Москва |

## Первенство МГСПС по играм
| 5 сентября 1926 1/4 финала | Железнодорожники (Москва) | 3:1 | Пищевики (Москва) | Москва |

| 12 сентября 1926 Матч за 5-8 места | Сахарники (Москва) | 6:1 | Пищевики (Москва) | Москва |

| неизвестно Матч за 5 место | Коммунальники (Москва) | +:- | Пищевики (Москва) | Москва |

## Товарищеские матчи

### Главная команда
| 3 мая 1926 | Пищевики (Москва) | 0:2 | Трехгорка (Москва) | Москва |

| 9 мая 1926                                              | Пищевики (Москва) | 4:0 | Красный Луч (Москва) | Москва |
| Пищевики (Москва): Младшие команды: II - 0:2, III - 3:0 |                   |     |                      |        |

| 16 мая 1926                                             | КОР (Москва) | 3:1 | Пищевики (Москва) | Москва |
| Пищевики (Москва): Младшие команды: II - 1:2, III - 0:0 |              |     |                   |        |

| 18 июля 1926 | Пищевики (Москва) | –:– | Клуб им. Воровского (Москва) | Москва |

| 24 июля 1926 | Сб. Ярославля | 1:7 | Пищевики (Москва) | Ярославль |

| 25 июля 1926 | СКЖ (Ярославль) | 0:10 | Пищевики (Москва) | Ярославль |

| 27 ноября 1926 | Трехгорка (Москва) | 2:2 | Пищевики (Москва) | Москва |

### Остальные команды
В этом разделе приведены результаты II, III. Матчи этих команд сыгранные в те же дни и с теми же соперниками что и I команда (главная).
| 3 мая 1926 | Пищевики-II (Москва) | 0:0 | Трехгорка-II (Москва) | Москва |

| 24 июля 1926 | Сб. Костромы-II | 1:2 | Пищевики-II (Москва) | Кострома |

| 25 июля 1926 | Сб. гарнизона (Кострома) | 8:5 | Пищевики (Москва) | Кострома |

| 27 ноября 1926 | Трехгорка-II (Москва) | 1:1 | Пищевики-II (Москва) | Москва |